# Coquille River
Der Coquille River ist ein Fluss im Coos County im Westen des US-Bundesstaates Oregon, der in den Pazifischen Ozean mündet. Der Fluss trägt den Namen des Indianerstammes Coquille, der diese Region besiedelte.
Der Coquille River entsteht nördlich von Myrtle Point am Zusammenfluss von North Fork und South Fork Coquille River. Er fließt über eine Strecke von 58 km in überwiegend westlicher Richtung an Coquille vorbei, bevor er bei Bandon ins Meer mündet. Nahe der Mündung befindet sich an seinem Nordufer das Bandon Marsh National Wildlife Refuge sowie der Bullards Beach State Park. Das Ästuar des Coquille River misst 3 km². Der Fluss weist in seinem Unterlauf eine starke Gezeitenströmung auf. Die State Route 42 bzw. 42S folgt grob dem Flusslauf. Unweit der Mündung überquert der U.S. Highway 101 den Fluss. Der Coquille River entwässert ein Areal von 2743 km², wovon 70 Prozent bewaldet ist. Seine Quellflüsse entspringen in der Oregon Coast Range. Im Flusssystem kommen u. a. folgende Fischarten und Neunaugen vor.
Salmoniden:
- Cutthroat-Forelle (Oncorhynchus clarki)
- Königslachs (Oncorhynchus tshawytscha), im Frühjahr
- Regenbogenforelle (Oncorhynchus mykiss)
- Silberlachs (Oncorhynchus kisutch)
- Steelhead-Forelle (Oncorhynchus mykiss), anadrome Form im Winter

Groppen aus der Gattung Cottus:
- Cottus aleuticus
- Cottus asper
- Cottus perplexus

Außerdem:
- Catostomus macrocheilus, eine Saugkarpfen-Art
- Pazifisches Neunauge (Lampetra tridentata)
- Rhinichthys osculus, ein Vertreter der Karpfenfische
- Dreistachliger Stichling (Gasterosteus aculeatus)

## Zuflüsse
Der North Fork Coquille River ist der rechte Quellfluss des Coquille River. Er strömt über eine Strecke von 85 km in überwiegend südlicher Richtung. Er entwässert ein Areal von 748 km². 
Der East Fork Coquille River ist ein 55 km langer linker Nebenfluss des North Fork Coquille River. Sein Einzugsgebiet umfasst 350 km².
Der South Fork Coquille River bildet den 101 km langen linken Quellfluss des Coquille River. Er entwässert ein Areal von 1549 km². 
Der Middle Fork Coquille River ist ein 64 km langer rechter Nebenfluss des South Fork Coquille River, der ein Gebiet von 803 km² entwässert.